# Qeqertarsuaq-Museum
Das Qeqertarsuaq-Museum (dänisch Qeqertarsuaq Museum, grönländisch Qeqertarsuup Katersugaasivia) ist das Heimatmuseum (Lokalmuseum) von Qeqertarsuaq.

## Geschichte
Das Qeqertarsuaq-Museum wurde 1992 eröffnet, nachdem das Hauptgebäude renoviert worden war. 2005 wurde ein weiteres Gebäude übernommen, um Kajaks ausstellen zu können.

## Gebäude
Das Museum ist im Gebäude B-5 untergebracht. Es wurde 1840 gebaut und war die Wohnung des Inspektors von Nordgrönland, dessen Hauptstadt Qeqertarsuaq war. Das Gebäude ist geschützt. Für detaillierte Beschreibungen zur Geschichte und Architektur des Gebäudes, siehe die Liste der Baudenkmäler in Qeqertarsuaq.

## Ausstellung
Im Erdgeschoss befindet sich eine archäologische Ausstellung und die testamentarisch gestiftete Sammlung von Gunnar P. Rosendahl, dessen Vater Philip Rosendahl Landsfoged von Nordgrönland war. Dort befindet sich außerdem ein Gedenkzimmer für Otto Sandgreen. Des Weiteren werden Sonderausstellungen gezeigt und kulturelle Aktivitäten veranstaltet. Im Dachgeschoss sind unter anderem Kunstwerke von Jakob Danielsen ausgestellt. Dort befindet sich zudem eine nachgebildete Böttcherwerkstatt. Außerdem wird die Geschichte der Arktisk Station und der Kirche von Qeqertarsuaq thematisiert. Im Nebengebäude sind unter anderem der Hundeschlitten oder das Kajak des Landsfogeds zu betrachten.